# Diocesi di Mileto-Nicotera-Tropea

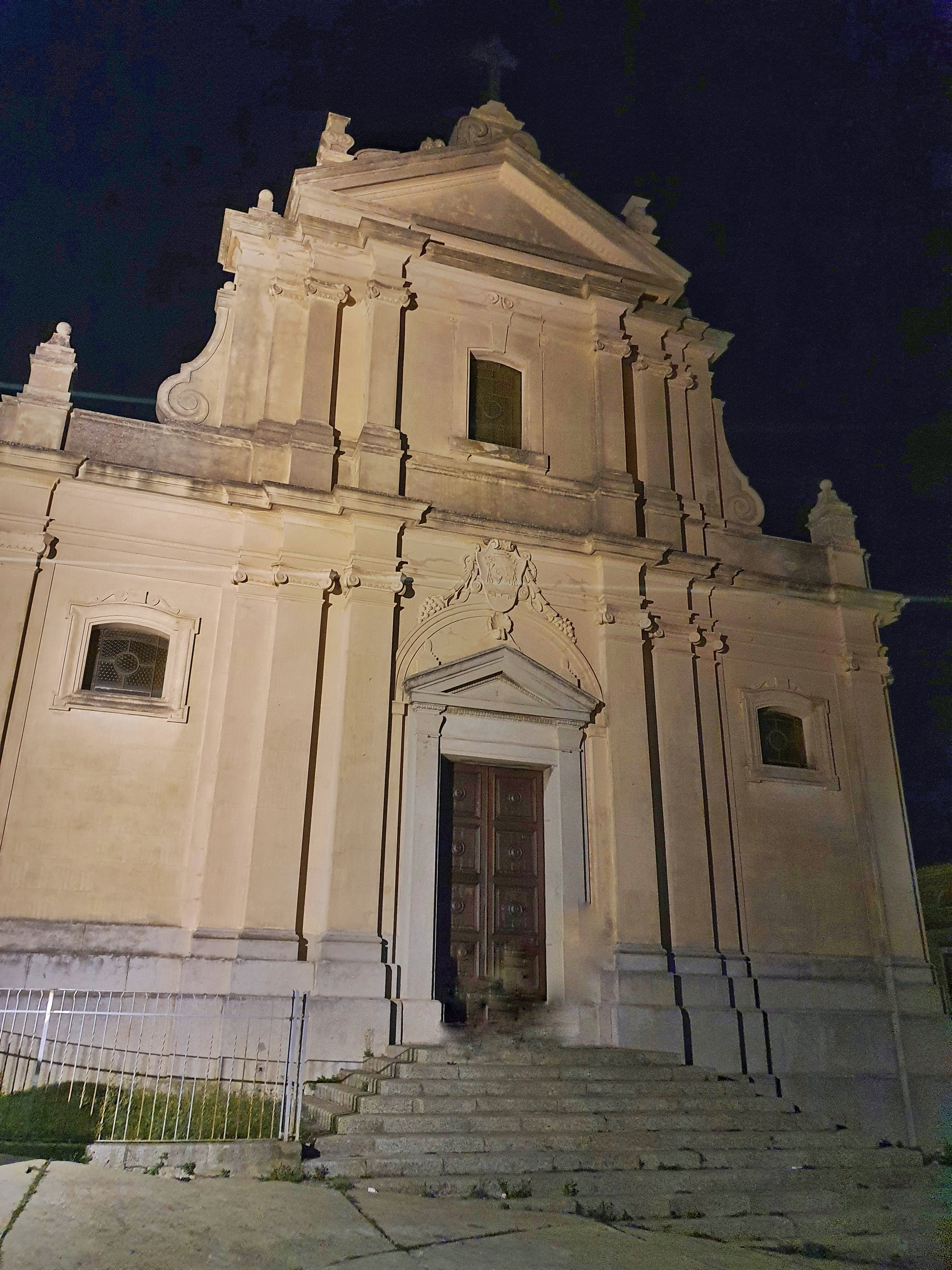
La concattedrale di Nicotera.

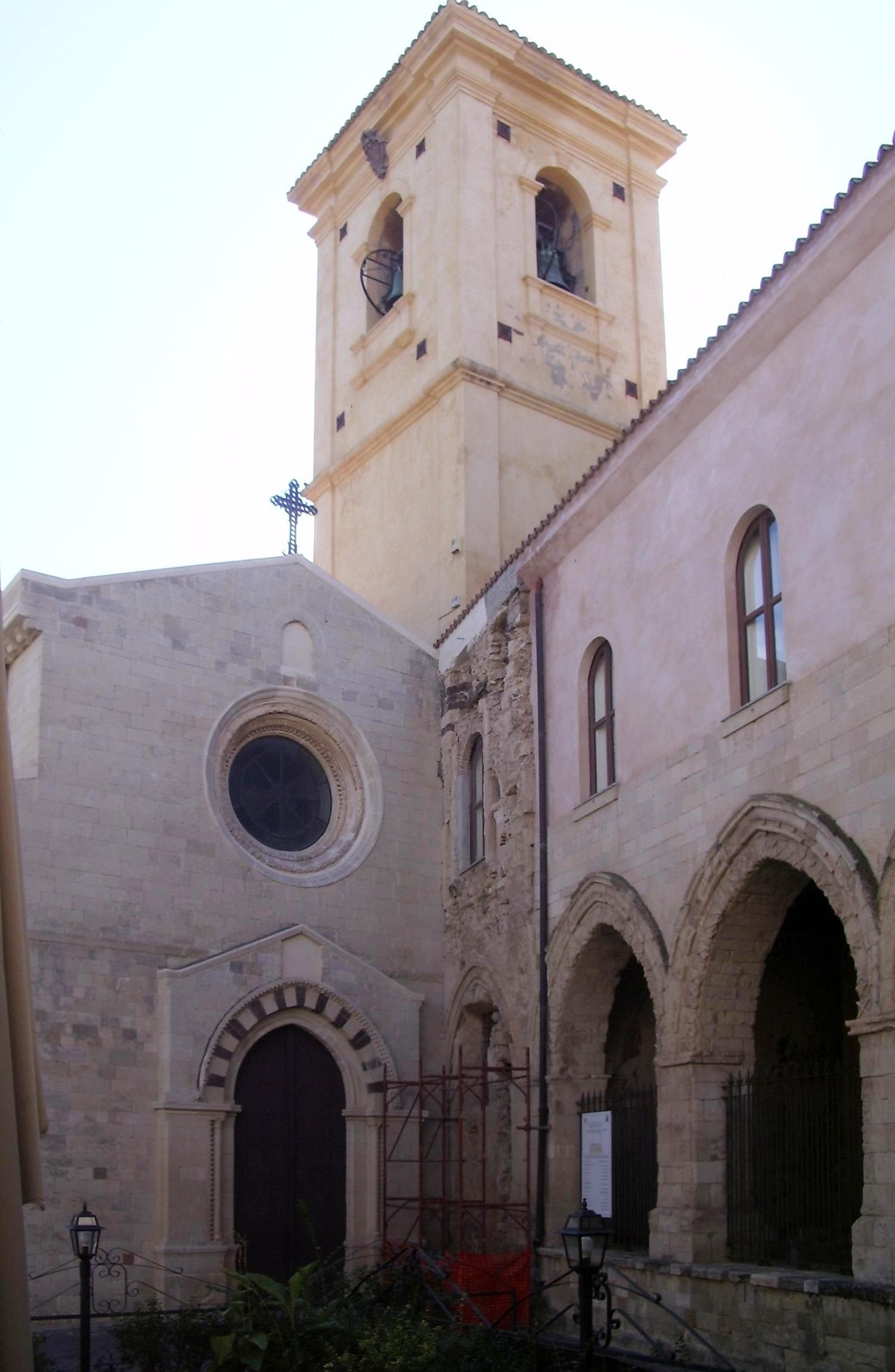
La concattedrale di Tropea.

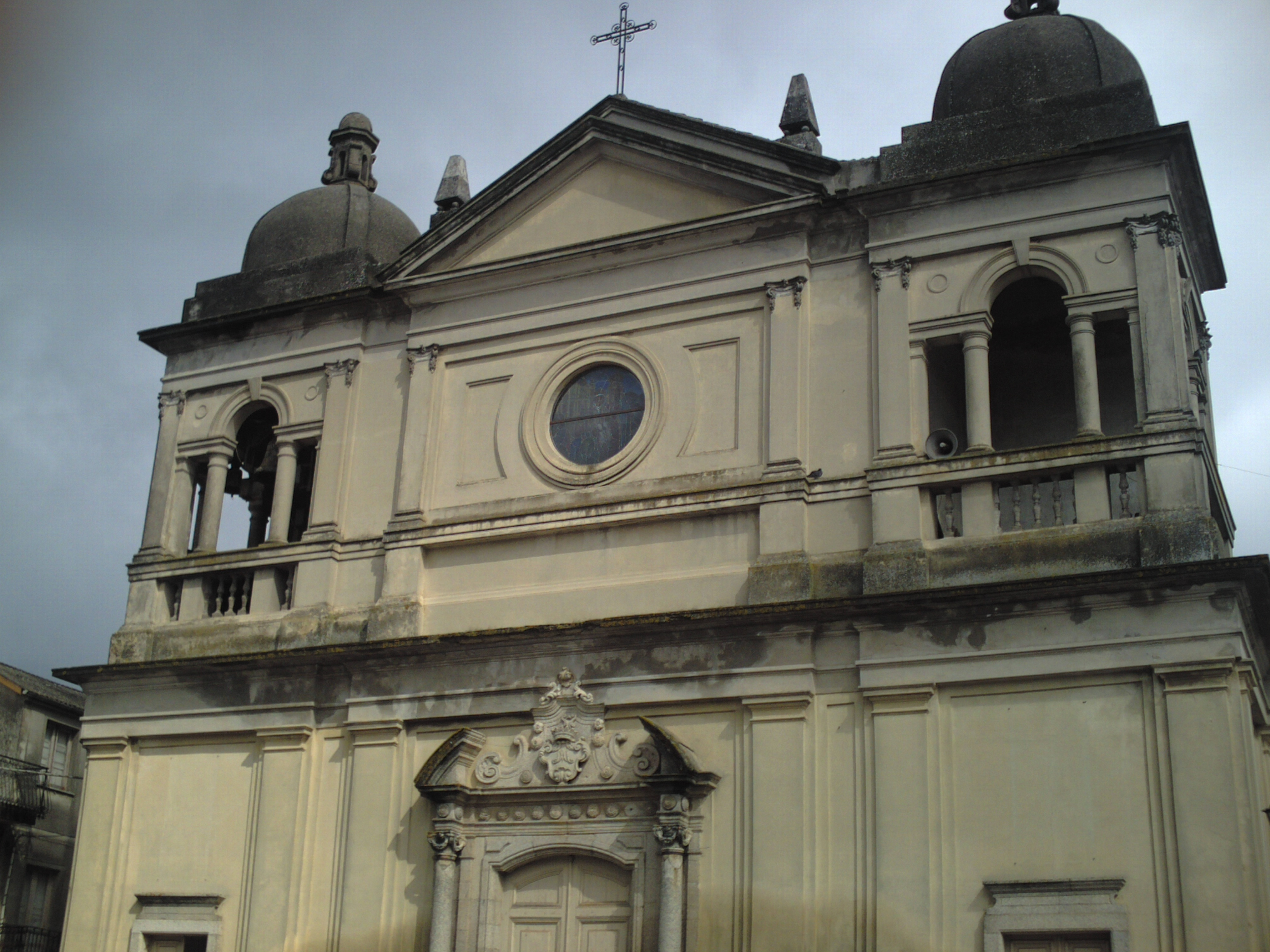
La basilica-santuario della Madonna di Monserrato a Vallelonga.

La diocesi di Mileto-Nicotera-Tropea (in latino Dioecesis Miletensis-Nicotriensis-Tropiensis) è una sede della Chiesa cattolica in Italia suffraganea dell'arcidiocesi di Reggio Calabria-Bova appartenente alla regione ecclesiastica Calabria. Nel 2023 contava 155.000 battezzati su 170.000 abitanti. È retta dal vescovo Attilio Nostro.
Patroni della diocesi sono la Vergine Maria, venerata con i titoli di Maria Santissima Assunta e Maria Santissima di Romania, e san Nicola di Bari.

## Territorio
La diocesi comprende 43 dei 50 comuni della provincia di Vibo Valentia; ricade nel territorio diocesano anche il capoluogo di provincia Vibo Valentia. Confina con le diocesi di Oppido Mamertina-Palmi, Lamezia Terme, Catanzaro-Squillace e Locri-Gerace.
Sede vescovile è la cittadina di Mileto, dove si trova la basilica cattedrale di Santa Maria Assunta e San Nicola. A Nicotera e a Tropea sorgono le concattedrali, dedicate rispettivamente a Santa Maria Assunta e a Maria Santissima di Romania. Nel territorio diocesano si trova anche la basilica-santuario della Madonna di Monserrato a Vallelonga.
Il territorio si estende su 943 km² ed è suddiviso in 133 parrocchie, raggruppate in 5 zone pastorali: Mileto, Pizzo, Soriano Calabro, Vibo Valentia e Nicotera-Tropea.

## Storia

### Tropea
Gli scavi archeologici condotti a Tropea e nel suo territorio hanno portato alla luce una necropoli con numerose iscrizioni cristiane, cosa che attesterebbe l'esistenza di una nutrita ed organizzata comunità cristiana tra il IV ed il V secolo. Una delle iscrizioni fa riferimento a Irene «conductrix massae trapeianae»; un accenno alla "massa di Tropea", latifondo terriero organizzato sul modello di una fattoria, si trova anche nella vita di Gregorio Magno, dalla quale si evince che la massa era di proprietà della Santa Sede (Patrimonium Sancti Petri). Dall'epistolario del pontefice emerge anche che a Tropea esisteva nel 591 un monastero dedicato a San Michele Arcangelo.
Malgrado l'antichità della comunità cristiana di Tropea, il nome di un suo vescovo, Giovanni, compare per la prima volta solo negli atti del sinodo romano del 649. La sede non è mai menzionata nelle numerose lettere di Gregorio Magno, che tuttavia in un modo o nell'altro menziona tutte le diocesi calabresi. Tropea perciò con molta probabilità divenne sede episcopale tra il 604, anno della morte del pontefice, ed il 649. Secondo Louis Duchesne, potrebbe aver sostituito la diocesi di Meria (o Myria), conosciuta dalle lettere di papa Gregorio e di cui è noto il vescovo Severino, morto nel 594.
Come attesta l'epistolario di Gregorio Magno, la Calabria non aveva sedi metropolitane e, benché sottomessa politicamente all'impero bizantino, dipendeva dal punto di vista ecclesiastico dal patriarcato di Roma. Solo dalla prima metà dell'VIII secolo, in seguito alle controversie sull'iconoclastia, la Calabria fu sottratta dall'imperatore Leone III Isaurico alla giurisdizione di Roma e sottomessa al patriarcato di Costantinopoli (circa 732). È in questo contesto che la diocesi assume come rito liturgico quello greco, e viene sottoposta alla provincia ecclesiastica dell'arcidiocesi di Reggio, come attesta la Notitia Episcopatuum redatta dall'imperatore Leone VI (886-912) e databile all'inizio del X secolo.
Alcuni storici (Cappelletti e Capalbi) ritengono che l'antica sede episcopale di Amantea, documentata per la prima volta dalla predetta Notitia Leonis, sia stata unita nell'XI secolo alla diocesi di Tropea; Duchesne invece ipotizza che ad Amantea sia forse seguita la diocesi di Martirano.
In seguito all'occupazione normanna della Calabria, la diocesi, fino a quel momento di rito greco, passò gradualmente al rito latino. Il primo vescovo latino fu Giustino a cui il conte Ruggero nel 1094 confermò tutti i privilegi ed i diritti di cui godevano i precedenti vescovi greci. Fu edificata una nuova cattedrale, che venne consacrata nel 1193 alla presenza del metropolita di Reggio e di sette vescovi calabresi. Dal punto di vista territoriale, la diocesi comprendeva due entità distinte: «il territorio originario di Tropea e dintorni, denominato "diocesi superiore", e il territorio di Amantea, denominato "diocesi inferiore" e che comprendeva la fascia costiera tra Lamezia e Paola, nettamente separati. Il vescovo poteva raggiungere il territorio amanteano via mare».
Tra il XIII e la metà del XVI secolo pochissimi furono i vescovi che risiedettero stabilmente in diocesi e solo con Gian Matteo di Luca (1556) le cose iniziarono a cambiare. Fu merito di Girolamo Rustici (1570-1593) l'aver dato nuovo dinamismo alla diocesi tropeana, con l'arrivo di nuovi ordini e congregazioni religiose. Il vescovo Fabrizio Caracciolo (1615-1626) dette attuazione pratica alle decisioni del concilio di Trento con l'indizione del primo sinodo nel 1618 e la fondazione del seminario diocesano. Particolarmente cara alla memoria dei tropeani è la figura del vescovo Ambrogio Cordova (1633-1638), con cui inizia la serie dei vescovi spagnoli, e che istituì «la festa della Madonna di Romania il 27 marzo, per ricordare la particolare protezione della Vergine che ha scampato Tropea da un disastroso terremoto nel 1638».
Il 27 giugno 1818 con la bolla De utiliori di papa Pio VII Tropea fu unita aeque principaliter alla diocesi di Nicotera. Al momento dell'unione con Nicotera la diocesi era composta dai seguenti comuni:
- Tropea, Drapia, Parghelia, Zambrone, Spilinga e Ricadi, che costituivano la "diocesi superiore";
- Amantea, Aiello Calabro, Serra d'Aiello, San Pietro in Amantea, Belmonte Calabro, Cleto, Falconara Albanese, Fiumefreddo Bruzio, Longobardi, le parrocchie di Laghitello e Terrati (nel comune di Lago), Falerna, Nocera Terinese e San Mango d'Aquino, che costituivano la "diocesi inferiore".

Il 16 dicembre 1963 i comuni della "diocesi inferiore" furono ceduti a vantaggio dei territori dell'arcidiocesi di Cosenza e della diocesi di Nicastro (oggi diocesi di Lamezia Terme).

### Nicotera
La diocesi di Nicotera ha avuto una storia travagliata, due volte soppressa e due volte restaurata.
Storicamente è menzionata per la prima volta alla fine del VI secolo nelle lettere di papa Gregorio Magno. Il suo vescovo, Proculo, venne sospeso dal suo incarico per aver trascurato di amministrare la sua Chiesa e detenuto a Roma per fare penitenza (in poenitentiam deputatus); il pontefice incaricò Rufino di Vibona di scegliere tra il clero della massa Nicoterense un nuovo vescovo; tuttavia tre anni dopo, nel 599, Proculo ritornò sulla sede calabrese. Dalle lettere di papa Gregorio si evince che il territorio di Nicotera faceva parte di una "massa", ossia di un insieme di fondi, di proprietà del Patrimonium Sancti Petri.
A partire dall'VIII secolo la diocesi fu sottomessa al patriarcato di Costantinopoli e adottò il rito greco in sostituzione di quello latino. Il secondo vescovo noto di Nikotéra è Sergio, che presenziò alle sedute del secondo concilio di Nicea del 787. Infine abbiamo il vescovo Cesareo, che trovò la morte nel 902 quando la città fu completamente distrutta dai Saraceni.
Nicotera è poi citata nella Notitia Episcopatuum dell'imperatore Leone VI (inizio X secolo) tra le sedi suffraganee dell'arcidiocesi di Reggio. Tuttavia dopo Cesareo non è noto alcun vescovo e, a causa della distruzione della città, la diocesi fu soppressa e probabilmente unita a quella di Tropea.
A metà circa dell'XI secolo la Calabria venne conquistata dai Normanni, che procedettero a ricostruire Nicotera e a restaurarvi la diocesi, che fu resa immediatamente soggetta alla Santa Sede. Di questa seconda fase della vita della diocesi, sono noti solo due vescovi. Pellegrino è documentato in un diploma del 1173 e prese parte al concilio lateranense del 1179. Nella lotta tra gli aragonesi e gli angioini per il predominio sul territorio, nel contesto delle Guerre del Vespro, fece le spese il vescovo Tancredi, ucciso nel 1304, accusato di aver parteggiato per gli aragonesi siciliani in contrasto con le direttive del papa. Con la sua morte la diocesi venne soppressa una seconda volta ed il suo territorio unito dapprima a Mileto e poi a Reggio.
La diocesi fu nuovamente eretta con bolla di papa Bonifacio IX del 14 agosto 1392, come suffraganea di Reggio. Primo vescovo fu Giacomo d'Ursa da Sant'Angelo, che governò la diocesi fino all'inizio del XV secolo. A partire dalla seconda metà del Cinquecento i vescovi si impegnarono per l'attuazione delle riforme volute dal concilio di Trento: Luca Antonio Resta celebrò il primo sinodo diocesano nel 1579; il successore Ottaviano Capece (1582-1616) ne celebrò ben dieci per ripristinare le regole e riformare i costumi; edificò il nuovo palazzo episcopale e restaurò la cattedrale; Ercole Coppola istituì il seminario vescovile nel 1659. Nel 1669 il vescovo Giovanni Biancolella fu ucciso in un agguato, il cui vero obiettivo però era il vicario Giuseppe Corso; i colpevoli furono arrestati e giudicati e, benché papa Clemente IX in un primo tempo avesse deciso di comprare la città per demolirla senza lasciarne traccia, fu nominato un nuovo vescovo scongiurando così un'ennesima soppressione della diocesi. Nel 1688 venne ucciso anche il tesoriere del capitolo della cattedrale.
Nel 1818 Nicotera fu unita aeque principaliter alla sede di Tropea. Al momento dell'unione, la diocesi comprendeva due soli comuni, Nicotera e Limbadi, con una decina di villaggi annessi, e la parrocchia di Caroniti nel comune di Joppolo. Primo vescovo di Nicotera e Tropea fu il napoletano Giovanni Tomasuolo (1818-1824), che dovette fare i conti con i contrasti sorti tra il clero delle due città a causa della residenza del vescovo. A Michelangelo Franchini (1832-1854) si deve una particolare attenzione al seminario e alla formazione del clero, e all'istruzione religiosa dei fedeli, per i quali pubblicò nel 1835 un compendio della dottrina cristiana. Tra i vescovi dell'Ottocento si deve ricordare anche Domenico Taccone Gallucci (1891-1908), autore di ricerche di storia ecclesiastica e soprattutto dei regesti pontifici relativi alle chiese calabresi.
Il 12 marzo 1927 la diocesi si ingrandì con la parrocchia di Joppolo, già appartenuta all'arcidiocesi di Reggio Calabria.
L'11 luglio 1973, dopo dieci anni di sede vacante, Vincenzo De Chiara, vescovo di Mileto, fu nominato anche vescovo di Nicotera e Tropea, unendo così in persona episcopi le tre sedi calabresi. Al De Chiara si deve l'istituzione del museo diocesano di Nicotera nei locali del palazzo vescovile.

### Mileto
A partire dalla metà dell'XI secolo la Calabria venne sottratta dai Normanni ai bizantini. Roberto il Guiscardo, con il "Patto di Melfi" (1059), divenne vassallo del Papa e s'impegnò a riportare sotto la giurisdizione della Chiesa di Roma le terre conquistate ripristinando molte sedi vescovili distrutte dai Saraceni o dai Longobardi. Nel 1059 Ruggero I d'Altavilla ottenne dal fratello Roberto il castrum bizantino di Mileto, che fortificò e abbellì con palazzi e chiese, facendone la sua residenza e capitale della contea. In questo contesto venne eretta per volontà di Ruggero la diocesi di Mileto, la cui fondazione è tradizionalmente attribuita al 1073.
Formalmente la nuova sede episcopale fu istituita da papa Gregorio VII il 4 febbraio 1081 con la bolla Supernae miserationis. Con questa bolla il pontefice trasferì la diocesi greca di Vibona a Mileto, la cui sede fu resa immediatamente soggetta alla Sede Apostolica. Nel 1086, con il diploma noto con il nome di Sigillum Aureum, il conte Ruggero dotò la diocesi di territori, chiese, beni e uomini, con tutta una serie di privilegi ed esenzioni. Il 3 ottobre 1093, con la bolla Potestatem ligandi, papa Urbano II confermò l'immediata soggezione di Mileto alla Santa Sede e incorporò anche la diocesi di Tauriana alla nuova diocesi; queste decisioni furono confermate da papa Callisto II il 23 dicembre 1122 con la bolla Officii nostri.
Il conte Ruggero, oltre ad istituire la diocesi e a dotarla di ricche donazioni e privilegi, fondò anche l'abbazia della Santissima Trinità, resa esente dalla giurisdizione del vescovo di Mileto, e fece costruire la cattedrale dedicata a San Nicola, con un capitolo di canonici; nel periodo della fondazione emerge la figura del primicerio san Gerlando, nominato attorno al 1088 vescovo di Agrigento.
Nel 1438 il vescovo Antonio Sorbilli eresse, accanto alla cattedrale, una scuola di grammatica e canto per i chierici secolari, ottenendo da papa Eugenio IV la facoltà di mantenerla con le rendite di alcuni monasteri della diocesi. Questo seminario "ante litteram" ebbe tuttavia vita breve e fu chiuso nel 1447.
A partire dalla metà del XVI secolo inizia la serie dei vescovi riformatori, in linea con le direttive del concilio di Trento, che dettero un nuovo impulso organizzativo e pastorale alla diocesi. Nel 1570 il vescovo cardinale Innico d'Avalos d'Aragona compilò una platea che per la prima volta, dai tempi dei Normanni, da un quadro generale dell'estensione e dei territori della diocesi. Il successore Giovan Mario De Alessandris (1573-1585) riformò il capitolo della cattedrale. Marco Antonio Del Tufo (1585-1606) fece la prima visita pastorale della diocesi (1586), celebrò tre sinodi e rifondò il seminario (1587). Virgilio Cappone (1613-1631) istituì i monti di pietà di Monteleone e di Mileto.
Il 13 agosto 1717, dopo innumerevoli liti tra abati e vescovi di Mileto, papa Clemente XI, con la bolla Ad exequendas, decise la soppressione dell'abbazia nullius dioecesis della Santissima Trinità, e la sua annessione al territorio della diocesi.
Secondo i dati descritti nella visita ad limina del 1741 ad opera del vescovo Marcello Filomarini, la diocesi «era formata da 146 parrocchie, 24 vicariati, 120 mila abitanti, 62 conventi, 6 monasteri di clarisse, 3 ospedali, 2 monti di pietà, 40 confraternite laicali». Il terremoto del 5 febbraio 1783 distrusse tutto (cattedrale, episcopio, seminario, numerosi conventi, l'antica abbazia della Santissima Trinità), compresa la città episcopale, che dovette essere ricostruita a qualche chilometro di distanza dall'antico abitato; i vescovi dovettero ricostruire tutte le strutture diocesane.
Negli avvenimenti del 1860, che portarono alla fine del regno di Napoli, il vescovo Filippo Mincione (1847-1882), convinto sostenitore del regime borbonico, subì un processo e fu allontanato dalla diocesi, e contestualmente molti beni diocesani furono incamerati dallo Stato italiano.
Il 10 giugno 1979, con il decreto Quo aptius della Congregazione per i Vescovi cedette tutte le parrocchie, circa cinquanta, site in comuni della provincia di Reggio Calabria a vantaggio della diocesi di Oppido che assunse la denominazione di diocesi di Oppido Mamertina-Palmi. I comuni interessati furono: Anoia, Candidoni, Cinquefrondi, Cittanova, Feroleto della Chiesa, Galatro, Gioia Tauro, Giffone, Laureana di Borrello, Maropati, Melicuccà, Melicucco, Palmi, Polistena, Rizziconi, Rosarno, Sant'Eufemia d'Aspromonte, San Ferdinando, San Giorgio Morgeto, San Pietro di Caridà, San Procopio, Seminara, Serrata, Sinopoli e Taurianova Lo stesso decreto trasferì la parrocchia del Carmelo di Ceramida all'arcidiocesi di Reggio Calabria.

### Sedi unite
L'11 luglio 1973 Vincenzo De Chiara, vescovo di Mileto, fu nominato anche vescovo di Nicotera e Tropea, unendo così in persona episcopi le tre diocesi calabresi.
Il 30 settembre 1986, con il decreto Instantibus votis della Congregazione per i Vescovi, le sedi di Mileto, Nicotera e Tropea, sono state unite con la formula plena unione assumendo la nuova denominazione Mileto-Nicotera-Tropea. Contestualmente la diocesi è diventata suffraganea dell'arcidiocesi di Reggio Calabria-Bova.

## Cronotassi dei vescovi
Si omettono i periodi di sede vacante non superiori ai 2 anni o non storicamente accertati.

### Vescovi di Tropea
- Giovanni I † (menzionato nel 649)
- Teodoro I † (menzionato nel 680)[19]
- Teodoro II † (menzionato nel 787)
- Pietro † (metà dell'XI secolo)
- Calochirio † (menzionato nel 1066)
- Giustino o Iusteno † (prima del 1094 - dopo il 1117)
- Geruzio o Geruto † (menzionato nel 1155)
- Erveo † (menzionato nel 1157)
- Anonimo † (menzionato nel 1164)[20]
- Coridone o Caradone † (prima del 1179 - dopo il 1194)[21]
- Orlandino, O.S.B. ? †
- Riccardo I † (circa 1198 - dopo maggio 1214)
- Radulfo † (circa 1215)[22]
- Giovanni II † (prima di novembre 1215 - dopo maggio 1237)
- Anonimo † (menzionato nel 1255 e 1257)
- Marino di Gaeta † (circa marzo 1262 - dopo il 1266)[23]
  - Giovanni Fortebraccio † (vescovo intruso)
- Giordano Ruffo[24] † (prima del 1272 - dopo il 1296)
- Arcadio † (menzionato nel 1299)
- Riccardo II † (prima del 1315 - dopo il 2 settembre 1322)
- Roberto † (1322 - dopo il 1344 deceduto)[25]
- Rolandino Malatacchi, O.E.S.A. † (14 giugno 1357 - 24 ottobre 1390 nominato vescovo di Giovinazzo)
- Pavo de Griffis † (1390 - circa 1410 deceduto)
  - Beato Giovanni Dominici, O.P. † (16 maggio 1410 - 17 settembre 1410 dimesso) (amministratore apostolico)
- Niccolò d'Acciapaccio † (17 settembre 1410 - 18 febbraio 1435 nominato arcivescovo di Capua)
- Giosuè Mormile † (23 luglio 1436 - dopo il 1445)
- Pietro Balbo † (27 dicembre 1465 - 9 settembre 1479 deceduto)
- Giovanni de Itro † (22 dicembre 1479 - 15 aprile 1480 deceduto)
- Guiliano Mirto Frangipani † (16 giugno 1480 - 1499 deceduto)
- Sigismondo Pappacoda † (10 maggio 1499 - 3 novembre 1536 deceduto)
- Giovanni Antonio Pappacoda † (1536 - prima del 10 ottobre 1537 deceduto)
  - Innocenzo Cybo † (6 febbraio 1538 - 14 giugno 1538 dimesso) (amministratore apostolico)
  - Girolamo Ghinucci † (19 giugno 1538 - 6 luglio 1541 deceduto) (amministratore apostolico)
- Giovanni Poggio † (4 ottobre 1541 - 6 febbraio 1556 dimesso)
- Gian Matteo di Luca Luchi † (6 febbraio 1556 - 22 giugno 1558 deceduto)
- Pompeo Piccolomini † (26 gennaio 1560 - 3 maggio 1562 deceduto)
- Francisco Aguirre † (15 novembre 1564 - prima del 28 ottobre 1565[26] deceduto)
- Felice Rossi † (5 luglio 1566 - 18 marzo 1567 deceduto)
  - Sede vacante (1567-1570)
- Girolamo Rustici † (26 giugno 1570 - 31 marzo 1593 dimesso)
- Tommaso Calvi † (30 aprile 1593 - 29 agosto 1613 deceduto)
- Fabrizio Caracciolo † (4 maggio 1615 - 11 gennaio 1626 deceduto)
  - Sede vacante (1626-1633)
- Ambrogio Cordova, O.P. † (20 giugno 1633 - 9 giugno 1638 deceduto)
  - Sede vacante (1638-1642)
- Benedetto Mandina, C.R. † (14 luglio 1642 - 31 maggio 1646 deceduto)
- Juan Lozano, O.E.S.A. † (17 dicembre 1646 - 29 maggio 1656 nominato vescovo di Mazara del Vallo)
- Carlo Maranta † (24 settembre 1657 - 26 gennaio 1664 deceduto)
  - Sede vacante (1664-1667)
- Lodovico Morales, O.S.A. † (7 febbraio 1667 - 10 gennaio 1681 deceduto)[27]
- Girolamo Borgia il giovane † (12 gennaio 1682 - 11 agosto 1683 deceduto)
- Francisco de Figueroa, O.S.A. † (9 aprile 1685 - 4 ottobre 1691 deceduto)
- Teofilo Testa, O.F.M. † (25 giugno 1692 - 21 ottobre 1695 deceduto)
- Juan Lorenzo Ibáñez, O.S.A. † (14 gennaio 1697 - 21 ottobre 1726 deceduto)
- Angelico Viglini, O.F.M.Cap. † (12 aprile 1728 - 16 maggio 1731 deceduto)
- Gennaro Guglielmi † (17 dicembre 1731 - 12 marzo 1751 dimesso)
- Felix de Pau † (15 marzo 1751 - 6 novembre 1782 deceduto)
  - Sede vacante (1782-1786)
- Giovanni Vincenzo Monforte † (18 dicembre 1786 - 29 gennaio 1798 nominato vescovo di Nola)
- Gerardo Mele † (29 gennaio 1798 - 6 febbraio 1817 deceduto)
  - Sede unita a Nicotera (1818-1986)

### Vescovi di Nicotera
- Proculo † (prima del 596 - dopo il 599)
- Sergio † (menzionato nel 787)
- Cesareo † (? - 902 deceduto)
  - Sede soppressa
- Pellegrino † (prima del 1173 - dopo il 1179)
- Tancredi † (? - 1304 deceduto)
  - Sede soppressa
- Giacomo d'Ursa da Sant'Angelo, O.S.A. † (16 agosto 1392 - 7 agosto 1405 deceduto)
- Pietro † (? - circa 1415 deceduto)
- Clemente da Napoli, O.Carm. † (28 aprile 1415 - 1423 deceduto)
- Floridato Surpando o Seripando † (29 gennaio 1423 - ? deceduto)
- Giovanni (Francesco ?) † (4 marzo 1444 - ? deceduto)
- Francesco de Branca † (14 giugno 1452 - circa 1479 deceduto)
  - Pietro Balbo † (18 gennaio 1462 - 27 dicembre 1465 nominato vescovo di Tropea)[28]
- Nicolò Guidiccioni † (17 settembre 1479 - 1487 deceduto)
- Antonio Lucidi † (1º giugno 1487 - 8 febbraio 1490 nominato vescovo di Nicastro)
- Arduino Pantaleoni † (8 febbraio 1490 - dopo il 1517 deceduto)
- Giulio Cesare de Gennaro I † (dopo il 1517 succeduto - 1528 dimesso)
  - Pompeo Colonna † (30 ottobre 1528 - 5 dicembre 1530 dimesso) (amministratore apostolico)
- Princisvalle de Gennaro † (5 dicembre 1530 - ? deceduto)
- Camillo de Gennaro † (12 dicembre 1539 - 1542 deceduto)
- Giulio Cesare de Gennaro II † (15 marzo 1542 - 1573 deceduto)
- Leonardo Liparola † (30 marzo 1573 - 1578 deceduto)
- Luca Antonio Resta † (11 agosto 1578 - 27 aprile 1582 nominato vescovo di Andria)
- Ottaviano Capece † (21 maggio 1582 - 1616 deceduto)
- Carlo Pinti † (1616 succeduto - 16 luglio 1644 deceduto)
- Camillo Baldi † (6 marzo 1645 - 1650 deceduto)
- Ludovico Centofiorini † (2 maggio 1650 - 1650 o 1651 deceduto)
- Ercole Coppola † (22 maggio 1651 - 1658 ? deceduto)
- Francesco Cribario † (6 maggio 1658 - 3 marzo 1667 deceduto)
- Giovanni Biancolella † (22 agosto 1667 - 5 o 6 febbraio 1669 deceduto)
- Francesco Arrigua, O.M. † (6 ottobre 1670 - novembre 1690 deceduto)
- Bartolomeo Riberi, O. de M. † (12 novembre 1691 - 8 dicembre 1702 deceduto)
- Antonio Manso, O.M. † (1º ottobre 1703 - novembre 1713 deceduto)
  - Sede vacante (1713-1718)
- Gennaro Mattei, O.M. † (10 gennaio 1718 - gennaio 1725 deceduto)
- Alberto Gualtieri, O.F.M.Disc. † (21 febbraio 1725 - ottobre 1726 deceduto)
- Paolo Collia, O.M. † (23 dicembre 1726 - 19 o 27 luglio 1735 deceduto)
- Francesco de Novellis † (2 dicembre 1735 - 27 gennaio 1738 nominato vescovo di Sarno)
- Eustachio Entreri, O.M. † (3 marzo 1738 - 11 marzo 1745 deceduto)
- Francesco Franco † (10 maggio 1745 - 20 o 21 aprile 1777 deceduto)
- Francesco Antonio Attaffi † (23 giugno 1777 - 4 marzo 1784 deceduto)
  - Sede vacante (1784-1792)
- Giuseppe Vincenzo Marra † (27 febbraio 1792 - 16 gennaio 1816 deceduto)
  - Sede vacante (1816-1818)

### Vescovi di Nicotera e Tropea
- Giovanni Tomasuolo † (21 dicembre 1818 - 21 giugno 1824 dimesso)
- Nicola Antonio Montiglia † (27 settembre 1824 - 30 novembre 1826 deceduto)
- Mariano Bianco † (9 aprile 1827 - 30 settembre 1831 nominato arcivescovo di Amalfi)
- Michele Franchini † (2 luglio 1832 - 24 maggio 1854 deceduto)
- Filippo de Simone † (23 marzo 1855 - 13 dicembre 1889 deceduto)
- Domenico Taccone-Gallucci † (13 dicembre 1889 succeduto - 21 luglio 1908 dimesso[29])
- Giuseppe Maria Leo † (23 giugno 1909 - 17 gennaio 1920 nominato arcivescovo di Trani e Barletta)
- Felice Cribellati † (9 giugno 1921 - 1º febbraio 1952 deceduto)
- Agostino Saba † (25 agosto 1953 - 16 marzo 1961 nominato arcivescovo di Sassari)
- Giuseppe Bonfiglioli † (29 marzo 1961 - 9 novembre 1963 nominato arcivescovo coadiutore di Siracusa[30])
  - Sede vacante (1963-1973)[31]
- Vincenzo De Chiara † (11 luglio 1973 - 5 marzo 1979 ritirato)
- Domenico Tarcisio Cortese, O.F.M. † (15 giugno 1979 - 30 settembre 1986 nominato vescovo di Mileto-Nicotera-Tropea)

### Vescovi di Mileto
- Arnolfo † (1081 - dopo il 1086)
- Diosforo † (menzionato nel febbraio 1091)
- Goffredo † (prima del 1093 - dopo il 1094)
- Eberardo † (menzionato nel 1099)
- Roberto de Parisio † (menzionato nel 1101)
- Ugone † (1104 - ?)
- Giovanni † (menzionato nel 1113)
- Goffredo I † (menzionato nel 1122)
- Rinaldo † (menzionato nel 1123)[32]
- Stefano † (prima del 1139 - dopo il 1157)
- Ard... † (menzionato nel 1168)
- Anselmo † (prima di giugno 1175 - dopo marzo 1181)[33]
- Nicola † (prima del 25 giugno 1198 - dopo novembre 1200)
- Pietro † (prima di agosto 1207 - dopo il 1213)
- Ruggero † (prima di luglio 1216 - dopo maggio 1231)
- Anonimo † (menzionato nel 1233)
- Anonimo (Domenico) † (22 aprile 1252 - ?)[34]
- Domenico † (prima del 1279 - dopo gennaio 1281)
- Diodato, O.P. † (25 settembre 1282 - 1286 deceduto)
- Saba Malaspina † (12 luglio 1286 - 1298 deceduto)
- Andrea I, O.Cist. † (1298 - circa 1311 deceduto)
- Manfredi Giffone † (7 luglio 1312 - 5 novembre 1328 deceduto)
- Goffredo Fazzari † (1328 - 1348 deceduto)
- Pietro Valeriani † (2 luglio 1348 - dopo il 1370 deceduto)
- Tommaso Buccamungellis † (28 novembre 1373 - 8 gennaio 1391 deceduto)
  - Enrico de Solana † (19 settembre 1395 - ?) (antivescovo)
- Andrea d'Alagni † (1392 - 1402 deceduto)
- Corrado Caracciolo † (2 ottobre 1402 - 15 febbraio 1411 deceduto)
- Astorgio Agnesi † (18 settembre 1411 - 15 febbraio 1413 nominato vescovo di Ravello)
- Jacopo, O.Cist. † (15 febbraio 1413 - ? deceduto)[35]
- Domenico II † (prima di giugno 1430 - 1435 deceduto)
- Antonio Sorbilli † (26 luglio 1437[36] - 1463 deceduto)
- Cesare Caietano, O.Cist. † (15 giugno 1463 - ? deceduto)
- Narciso † (25 giugno 1473 - 1477 deceduto)
- Antonio de' Pazzi † (26 febbraio 1477 - 1479 deceduto)
- Giacomo Della Rovere † (18 agosto 1480 - 6 marzo 1504 nominato vescovo di Savona)
- Francesco Alidosi † (6 marzo 1504 - 26 marzo 1505 nominato vescovo di Pavia)
- Sisto Franciotti Della Rovere † (1505 - 1508 nominato vescovo di Camerino)
- Andrea della Valle † (23 febbraio 1508 - 26 novembre 1523 dimesso)
- Quinzio de Rusticis † (26 novembre 1523 - 1566 deceduto)
- Innico d'Avalos d'Aragona, O.S.Iacobi † (19 agosto 1566 - 9 febbraio 1573 dimesso)
- Giovan Mario De Alessandris † (9 febbraio 1573 - 21 ottobre 1585 nominato vescovo di San Marco)
- Marco Antonio Del Tufo † (21 ottobre 1585 - 1606 deceduto)
- Giambattista Leni † (4 luglio 1608 - 3 agosto 1611 nominato vescovo di Ferrara)
- Felice Centini, O.F.M.Conv. † (31 agosto 1611 - 23 settembre 1613 nominato vescovo di Macerata e Tolentino)
- Virgilio Cappone † (13 novembre 1613 - 1631 deceduto)
- Maurizio Centini, O.F.M.Conv. † (12 maggio 1631 - 14 novembre 1639 deceduto)
- Gregorio Panzani, C.O. † (13 agosto 1640 - 25 giugno 1660 deceduto)
- Diego Castiglione Morelli † (26 luglio 1662 - maggio 1680 deceduto)
- Ottavio Paravicino † (12 maggio 1681 - settembre 1695 deceduto)
- Domenicantonio Bernardini † (18 giugno 1696 - 11 gennaio 1723 deceduto)
- Ercole Michele Ajerbi d'Aragona † (12 maggio 1723 - 27 settembre 1734 nominato arcivescovo, titolo personale, di Aversa)
- Marcello Filomarini † (27 settembre 1734 - 13 marzo 1756 deceduto)
- Giuseppe Maria Carafa, C.R. † (19 luglio 1756 - 7 settembre 1786 deceduto)
- Enrico Capece Minutolo, C.O. † (18 giugno 1792 - 6 maggio 1824 deceduto)
- Vincenzo Maria Armentano, O.P. † (12 luglio 1824 - 15 agosto 1846 deceduto)
- Filippo Mincione † (12 aprile 1847 - 29 aprile 1882 deceduto)
- Luigi Carvelli † (3 luglio 1882 - 1º giugno 1888 deceduto)
- Antonio Maria de Lorenzo † (11 febbraio 1889 - 28 novembre 1898 dimesso[37])
- Giuseppe Morabito † (15 dicembre 1898 - 4 luglio 1922 dimesso[38])
- Paolo Albera † (9 maggio 1924 - 27 ottobre 1943 deceduto)
- Enrico Nicodemo † (22 gennaio 1945 - 11 novembre 1952 nominato arcivescovo di Bari)
- Vincenzo De Chiara † (30 aprile 1953 - 5 marzo 1979 ritirato)
- Domenico Tarcisio Cortese, O.F.M. † (15 giugno 1979 - 30 settembre 1986 nominato vescovo di Mileto-Nicotera-Tropea)

### Vescovi di Mileto-Nicotera-Tropea
- Domenico Tarcisio Cortese, O.F.M. † (30 settembre 1986 - 28 giugno 2007 ritirato)
- Luigi Renzo (28 giugno 2007 - 1º luglio 2021 dimesso)[39]
- Attilio Nostro, dal 19 agosto 2021

## Statistiche
La diocesi nel 2023 su una popolazione di 170.000 persone contava 155.000 battezzati, corrispondenti al 91,2% del totale.
| anno                              | popolazione | popolazione | popolazione | presbiteri | presbiteri | presbiteri | presbiteri                | diaconi | religiosi | religiosi | parrocchie |
| anno                              | battezzati  | totale      | %           | numero     | secolari   | regolari   | battezzati per presbitero | diaconi | uomini    | donne     | parrocchie |
| --------------------------------- | ----------- | ----------- | ----------- | ---------- | ---------- | ---------- | ------------------------- | ------- | --------- | --------- | ---------- |
| diocesi di Mileto                 |             |             |             |            |            |            |                           |         |           |           |            |
| 1950                              | 399.000     | 400.000     | 99,8        | 276        | 237        | 39         | 1.445                     |         | 60        | 230       | 132        |
| 1970                              | 301.200     | 302.000     | 99,7        | 203        | 172        | 31         | 1.483                     |         | 39        | 277       | 141        |
| 1980                              | 131.000     | 133.855     | 97,9        | 104        | 89         | 15         | 1.259                     |         | 16        | 80        | 88         |
| diocesi di Nicotera e Tropea      |             |             |             |            |            |            |                           |         |           |           |            |
| 1950                              | 84.905      | 85.000      | 99,9        | 137        | 122        | 15         | 619                       |         | 22        | 54        | 74         |
| 1970                              | 36.754      | 36.754      | 100         | 38         | 26         | 12         | 967                       |         | 13        | 45        | 45         |
| 1980                              | 31.500      | 33.691      | 93,5        | 50         | 37         | 13         | 630                       |         | 14        | 48        | 43         |
| diocesi di Mileto-Nicotera-Tropea |             |             |             |            |            |            |                           |         |           |           |            |
| 1990                              | 161.500     | 166.500     | 97,0        | 139        | 110        | 29         | 1.161                     | 1       | 31        | 140       | 129        |
| 1999                              | 160.000     | 166.000     | 96,4        | 131        | 103        | 28         | 1.221                     | 4       | 30        | 130       | 129        |
| 2000                              | 160.000     | 166.000     | 96,4        | 129        | 102        | 27         | 1.240                     | 4       | 30        | 130       | 130        |
| 2001                              | 160.000     | 166.000     | 96,4        | 135        | 104        | 31         | 1.185                     | 5       | 34        | 130       | 130        |
| 2002                              | 160.000     | 166.000     | 96,4        | 137        | 106        | 31         | 1.167                     | 7       | 43        | 130       | 130        |
| 2003                              | 160.000     | 166.000     | 96,4        | 143        | 112        | 31         | 1.118                     | 7       | 35        | 130       | 131        |
| 2004                              | 160.000     | 166.000     | 96,4        | 141        | 111        | 30         | 1.134                     | 7       | 35        | 130       | 131        |
| 2013                              | 155.900     | 170.700     | 91,3        | 138        | 119        | 19         | 1.129                     | 15      | 21        | 125       | 132        |
| 2016                              | 159.100     | 174.200     | 91,3        | 139        | 111        | 28         | 1.144                     | 13      | 29        | 125       | 133        |
| 2019                              | 158.265     | 173.340     | 91,3        | 137        | 110        | 27         | 1.155                     | 13      | 28        | 110       | 133        |
| 2021                              | 157.700     | 172.670     | 91,3        | 140        | 113        | 27         | 1.126                     | 16      | 27        | 110       | 133        |
| 2023                              | 155.000     | 170.000     | 91,2        | 133        | 115        | 18         | 1.165                     | 18      | 19        | 85        | 133        |

### Per Mileto
- La diocesi di Mileto, su beweb.chiesacattolica.it.
- Vito Capialbi, Memorie per servire alla storia della Santa Chiesa Miletese, Napoli, 1835.
- Domenico Taccone-Gallucci, Monografia della città e diocesi di Mileto, Napoli, 1881.
- Giuseppe Cappelletti, Le Chiese d'Italia dalla loro origine sino ai nostri giorni, vol. XXI, Venezia, 1870,  pp. 437–440.
- Storia del seminario di Mileto, su omceovv.it.
- (LA) Pius Bonifacius Gams, Series episcoporum Ecclesiae Catholicae, Graz, 1957,  pp. 896–897.
- (LA)  Konrad Eubel, Hierarchia Catholica Medii Aevi, vol. 1, pp. 340–341; vol. 2, p. 192; vol. 3, p. 244; vol. 4, p. 242; vol. 5, p. 267; vol. 6, p. 288.
- (LA, IT) Bolla Supernae miserationis, su omceovv.it. URL consultato il 3 ottobre 2012 (archiviato dall'url originale il 3 marzo 2016).
- (LA, IT) Sigillum Aureum, su omceovv.it.
- (LA) Decreto Quo aptius (PDF), AAS 71 (1979), pp. 1360–1361.

### Per Nicotera
- (EN) La diocesi di Nicotera, su catholic-hierarchy.org.
- (EN) La diocesi di Nicotera, su gcatholic.org.
- La diocesi di Nicotera, su beweb.chiesacattolica.it.
- Giuseppe Cappelletti, Le Chiese d'Italia dalla loro origine sino ai nostri giorni, vol. XXI, Venezia, 1870,  pp. 213–216.
- Vincenzio d'Avino, Cenni storici sulle Chiese arcivescovili, vescovili e prelatizie (nullius) del Regno delle Due Sicilie, Napoli, 1848,  pp. 473–481.
- Domenico Taccone-Gallucci, Regesti dei Romani Pontefici per le chiese della Calabria, Roma, 1902,  pp. 415–416.
- (LA) Pius Bonifacius Gams, Series episcoporum Ecclesiae Catholicae, Graz, 1957,  p. 906.
- (LA)  Konrad Eubel, Hierarchia Catholica Medii Aevi, vol. 1, p. 366; vol. 2, p. 203; vol. 3, p. 258; vol. 4, p. 260; vol. 5, pp. 289–290; vol. 6, pp. 310–311.
- (LA) Bolla De utiliori, in Bullarii romani continuatio, Tomo XV, Romae, 1853,  pp. 56–61.

### Per Tropea
- (EN) La diocesi di Tropea, su catholic-hierarchy.org.
- (EN) La diocesi di Tropea, su gcatholic.org.
- La diocesi di Tropea, su beweb.chiesacattolica.it.
- Vito Capialbi, Memorie per servire alla storia della Santa Chiesa Tropeana, Napoli, 1852.
- Giuseppe Cappelletti, Le Chiese d'Italia dalla loro origine sino ai nostri giorni, vol. XXI, Venezia, 1870,  pp. 217–224.
- Vincenzio d'Avino, Cenni storici sulle Chiese arcivescovili, vescovili e prelatizie (nullius) del Regno delle Due Sicilie', Napoli, 1848,  pp. 707–719.
- (LA) Pius Bonifacius Gams, Series episcoporum Ecclesiae Catholicae, Graz, 1957,  pp. 937–938.
- (LA)  Konrad Eubel, Hierarchia Catholica Medii Aevi, vol. 1, p. 500; vol. 2, p. 257; vol. 3, pp. 319–320; vol. 4, p. 347; vol. 5, p. 392; vol. 6, p. 419.